# 반도 사토시
반도 사토시(일본어: 坂東 慧, 1983년 8월 19일 ~ )는 일본의 드러머이다. 일본의 퓨전재즈 밴드 티스퀘어의 일원으로 활동하고 있다.